# Schloss Bircza

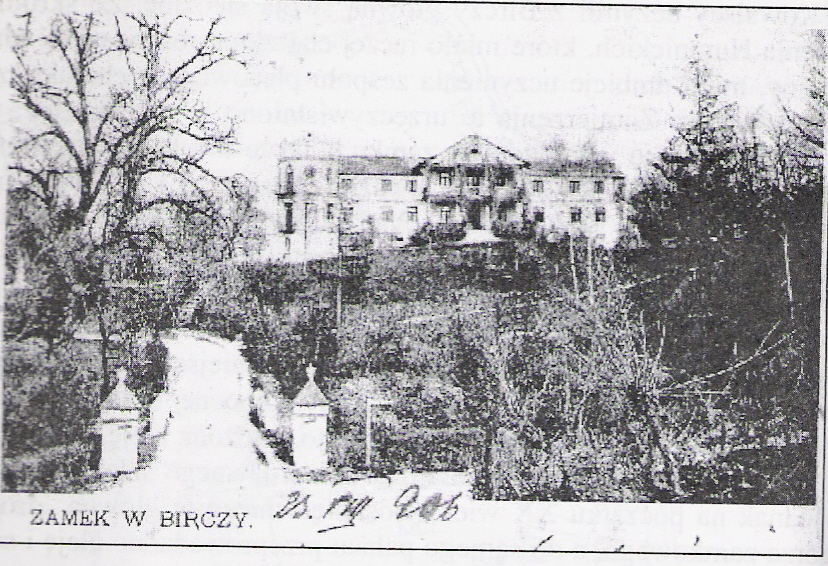
Schloss um 1906

Das Schloss Bircza (polnisch Pałac w Birczy) ist eine Schlossruine in Bircza, in der Nähe von Przemyśl. Die Burg gehörte dem polnischen Adelsgeschlecht Birecki.

## Lage
Die Burg liegt im Przemyśl-Gebirge in der Gemeinde Bircza.

## Geschichte
An der Stelle des Schlosses stand eine Burg, die nicht mehr genau datiert werden kann. Sie bewachte den Handelsweg von Przemyśl über Sanok nach Ungarn. Im 16. Jahrhundert gehörte die Anlage den Birecki. Das Schloss bestand spätestens Anfang des 18. Jahrhunderts und gehörte dann bereits den Błoński und später den Humnicki. Im 19. Jahrhundert wurde das Schloss im neugotischen Stil umgebaut. 1945 wurde das Schloss bei Kämpfen zwischen Ukrainern und Polen zerstört und dann in der Volksrepublik Polen verstaatlicht. Nach dem Wiederaufbau in den 1950er Jahren wurde es als Schule genutzt. Derzeit wird das baufällige Gebäude grundlegend restauriert.